# IUU
非法、瞒报及无管制捕鱼（英語：Illegal, unreported and unregulated fishing，簡稱：IUU）是由南極海洋生物資源養護委員會（CCAMLR）在1997年召開的年會中首先提出定义术语，用以形容各種不受自然资源管理限制的異常漁業行為，如果IUU行為情節嚴重，被國際組織或美國歐盟日本等水產消費大國舉牌警告，將可能會被禁止交易該國漁獲。

## 定義
2001年3月，聯合國糧食及農業組織（FAO）的漁業委員會通過了「預防、阻止與消除非法、未報告以及未受規範漁業的國際行動計畫」（International Plan Of Action To Prevent, Deter And 
Eliminate Illegal, Unreported And Unregulated Fishing, IPOA-IUU），針對 IUU 漁業作了明確的定義：
- 非法漁業：在一國管轄水域內，未經許可或違法捕魚；懸掛區域性國際漁業管理組織會員國國旗的漁船違反了該組織的養護管理規定或違反國際法相關規定；3. 違反區域性國際漁業組織合作國的國內法規或國際義務。
- 未報告漁業：違反國際法規，未向相關國內機關報告或進行虛偽之報告；在區域性國際漁業管理組織的權限管理水域內，違反該組織報告程序、未報告或進行虛偽之報告。
- 未受規範漁業：在區域性國際漁業管理組織的規範水域內，無國籍船舶或該組織之非會員國船舶或其他漁業實體所從事之違反該組織之養護管理措施之活動；非養護管理措施適用對象的漁業資源，從事不符合國際法有關漁業生物資源養護之國家責任的漁業活動[1]。

## 歐盟捕魚追溯條例
歐盟從2010年1月1日起實施了捕魚追溯條例，以打擊非法捕魚。全球所有魚類供應商欲把魚類制品或源料（包括半成品）進口到歐盟的話，必須向歐盟當局提供原產國官方之捕魚証明。如產品是成品或半成品，除了要得到原產國官方之捕魚証明（副本）外，還要提供加工國之官方再出口証明才能把貨物進口到歐盟。但這規定只對2010年1月1日起所捕獲的源料的規定，故2009年12月31日或之前的源料並未受這條例所影響。不過從2010年1月1日起，如果供應商欲進口魚類制品到歐盟的話，假如進口制品之源料並未受 IUU 條例所規定，供應商必須向歐盟有關機構提交供應商聲明表示所進口之制品之源料並非2010年1月1日或之後所捕獲的。